# Rotsdubbeltandmos
Rotsdubbeltandmos (Didymodon cordatus) is een mossoort in de kleimosfamilie (Pottiaceae). Het komt voor op gruis en steen. Deze broedkolonist is een pionier op baserijke steen.

## Kenmerken
Het mos vormt losse, gemakkelijk rottende, bruingroene tot vuilgroene gazons. De weinige vertakte stengels worden tot ongeveer 3 centimeter hoog. De bladeren zijn droog en licht gedraaid en steken in vochtige toestand omhoog tot ze rechtop staan. Ze hebben een breed eivormige basis, kort gepunt en hol. De randen zijn over de gehele lengte breed teruggerold. De opvallend brede bladnerf met korte zeshoekige cellen aan de bovenzijde komt meestal uit als een korte puntige punt.
De min of meer dikwandige bladcellen zijn kort rechthoekig tot vierkant aan de basis, niet hyaliene, afgerond vierkant in het bovenste deel van het blad en 6 tot 9 micrometer groot.
Sporofyten zijn onbekend. Vegetatieve voortplanting vindt plaats via ronde, meercellige, bruine broedlichamen, die in grote aantallen in de bladoksels worden gevormd.

## Ecologie
Rotsdubbeltandmos is een thermofiele soort van droge, open kalkhoudende aarde op meestal zuidelijk geëxponeerde, rotsige hellingen, op muren en op lösswanden van holle wegen. Op deze laatste standplaats komt de soort in Midden-Europa vaak samen voor met Tortula brevissima. Ook andere begeleiders duiden op droge, geëxponeerde standplaatsen: Aloina, Crossidium, Pterygoneurum, Microbryum en Didymodon-soorten. De Nederlandse standplaats wijkt hiervan af: een krib in de Nederrijn bij Amerongen. Begeleiders waren hier gewoon dikkopmos (Brachythecium rutabulum) en gewoon pluisdraadmos (Amblystegium serpens).

## Verspreiding
Het mos is een warmteminnend, sub-mediterraan en is vooral wijdverspreid in de zuidelijke en centrale delen van Europa, is slechts zeer verspreid en ontbreekt in sommige gebieden. In Noord-Europa is het volledig afwezig. Er zijn nog meer gevallen in Zuidwest- en Noordoost-Azië.
In Nederland komt rotsdubbeltandmos zeer zeldzaam voor. Het is in 1981 door Gerard Dirkse op een krib in de Nederrijn bij Amerongen gevonden. Het materiaal was aanvankelijk als breed dubbeltandmos (Didymodon luridus) gedetermineerd en werd herkend bij een revisie (Sollman, 2005). De soort is zeer zeldzaam in België en daar bekend van twee vondsten in het Maasdistrict (1989 en 1993). In Duitsland is de soort zeldzaam in het midden-Duitse heuvelland en op lösswanden in de Kaiserstuhl. In Engeland is slechts een vindplaats bekend in het zuidwesten. De soort komt verder verspreid voor in centraal en Zuid-Europa oostelijk tot de Krim en de Kaukasus.

## Fotogalerij

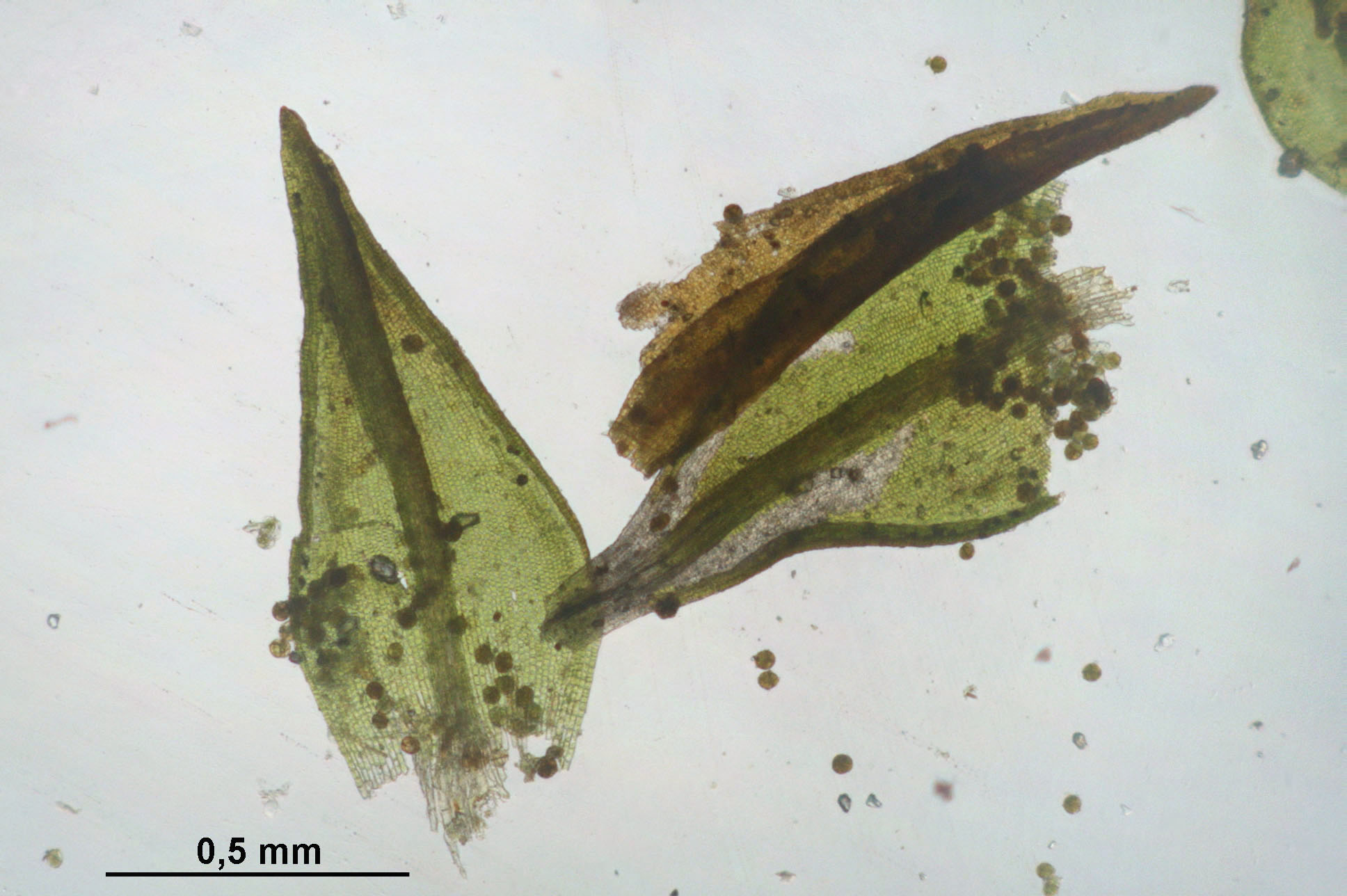
Blad
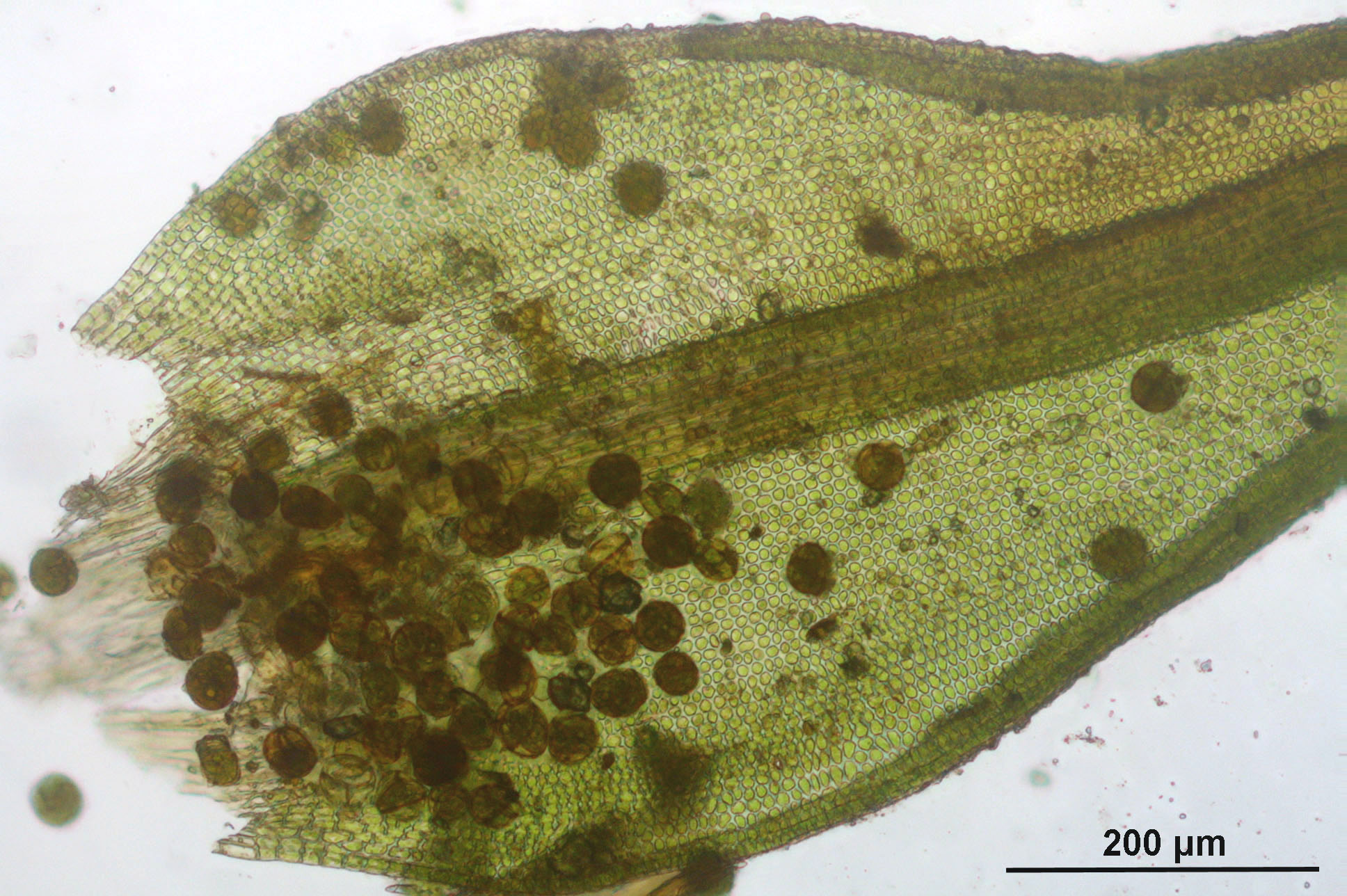
Bladvoet
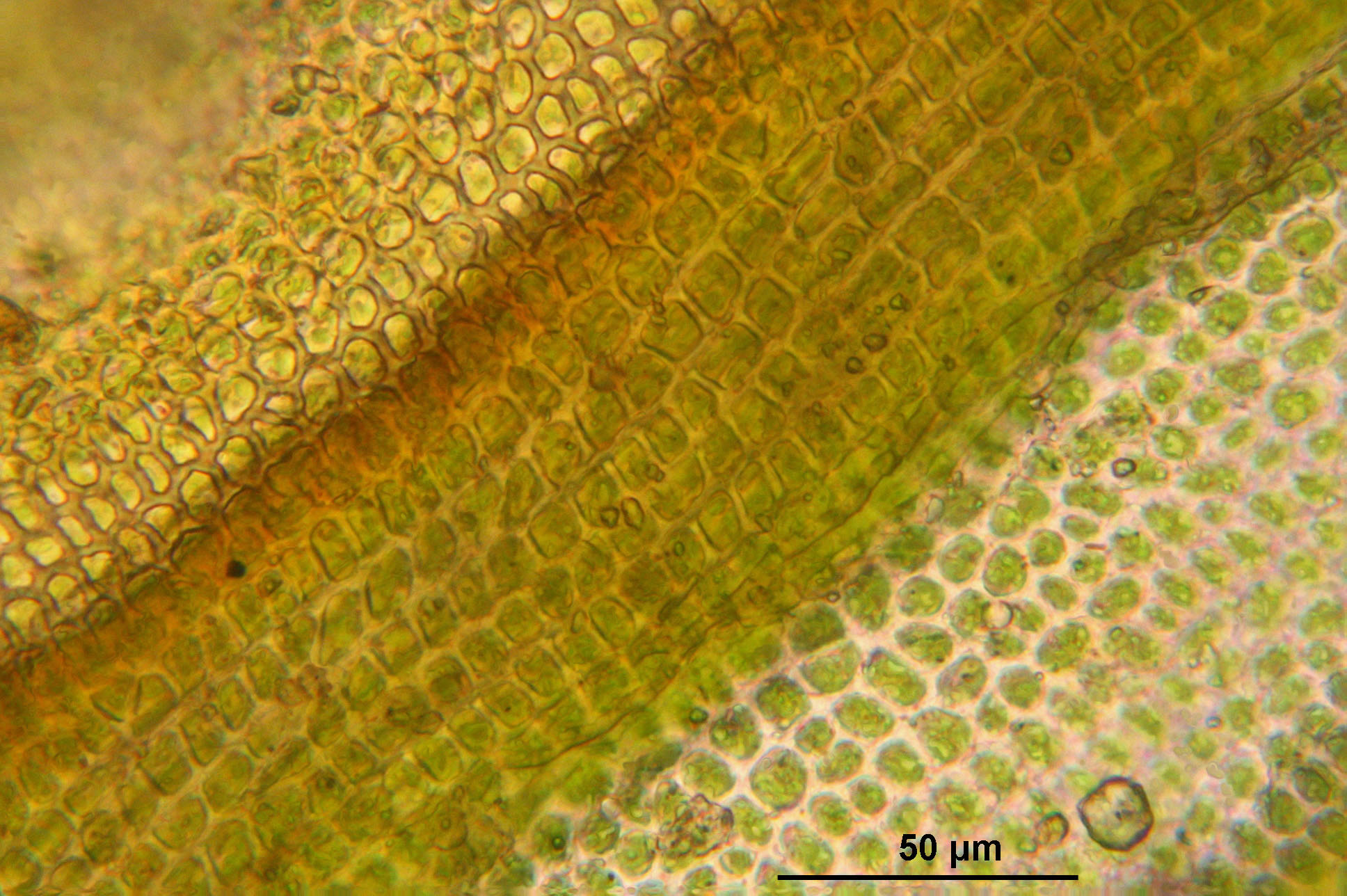
Bladcellen
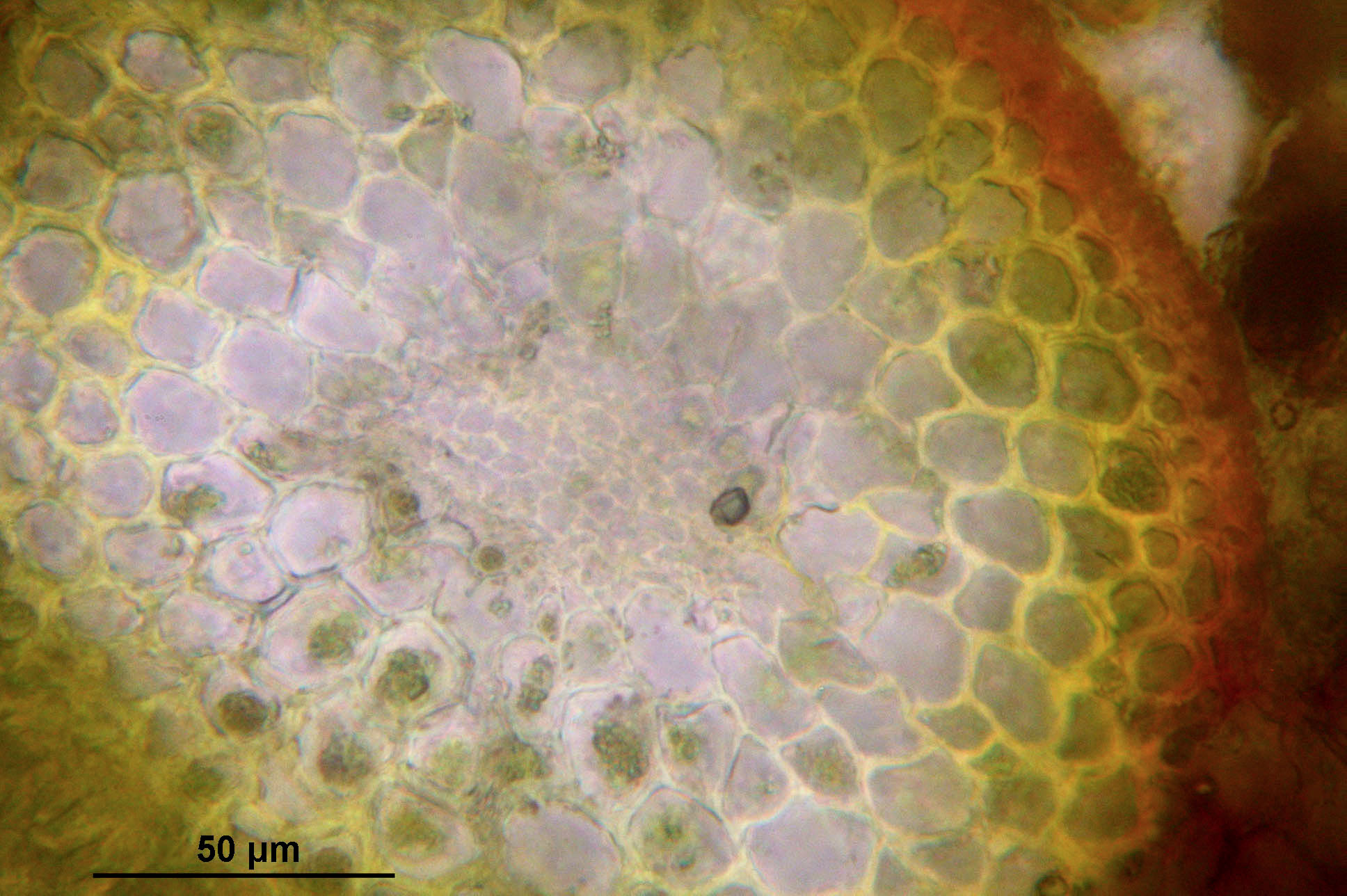
Stengeldoorsnede
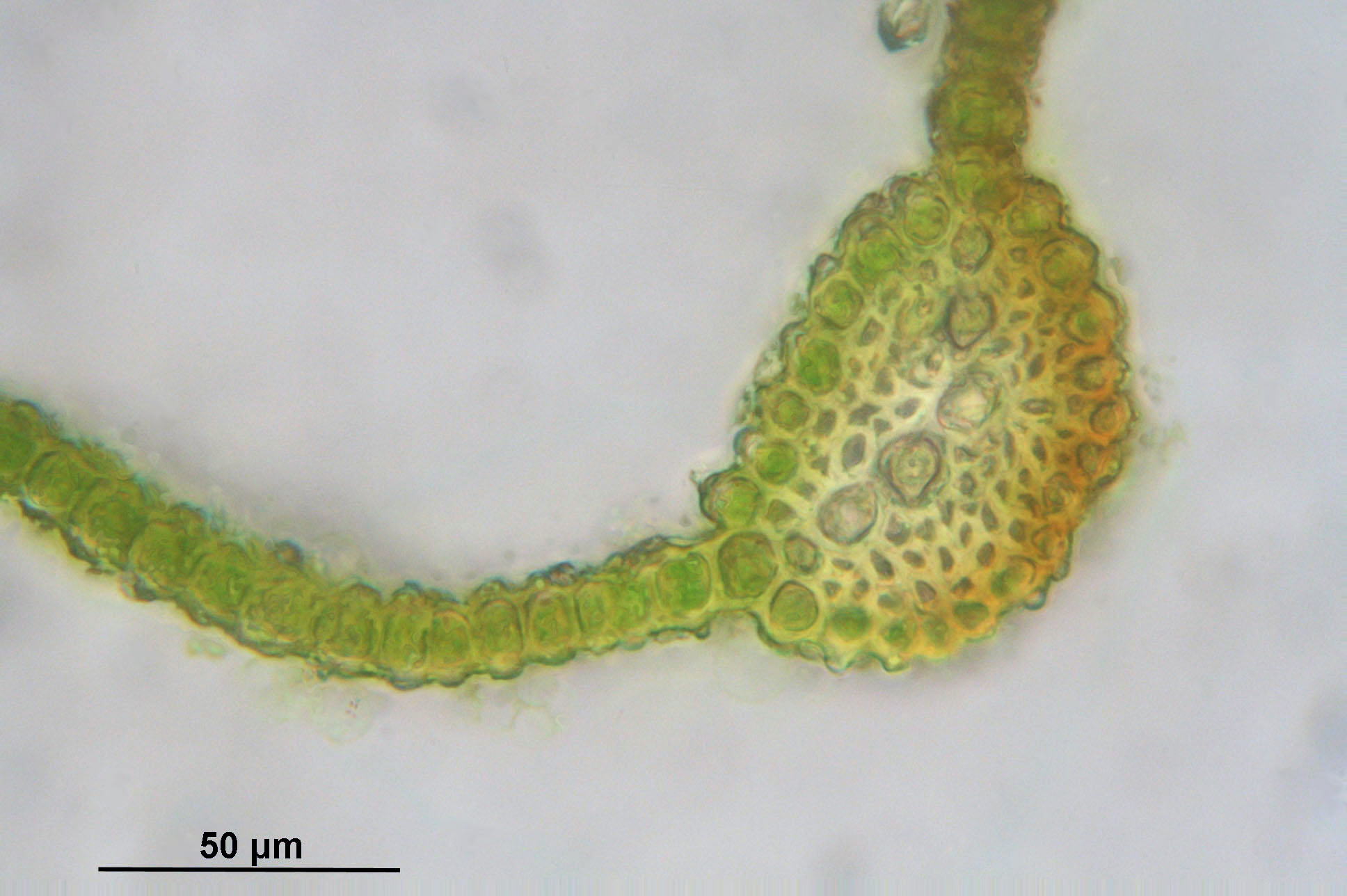
Bladdoorsnede
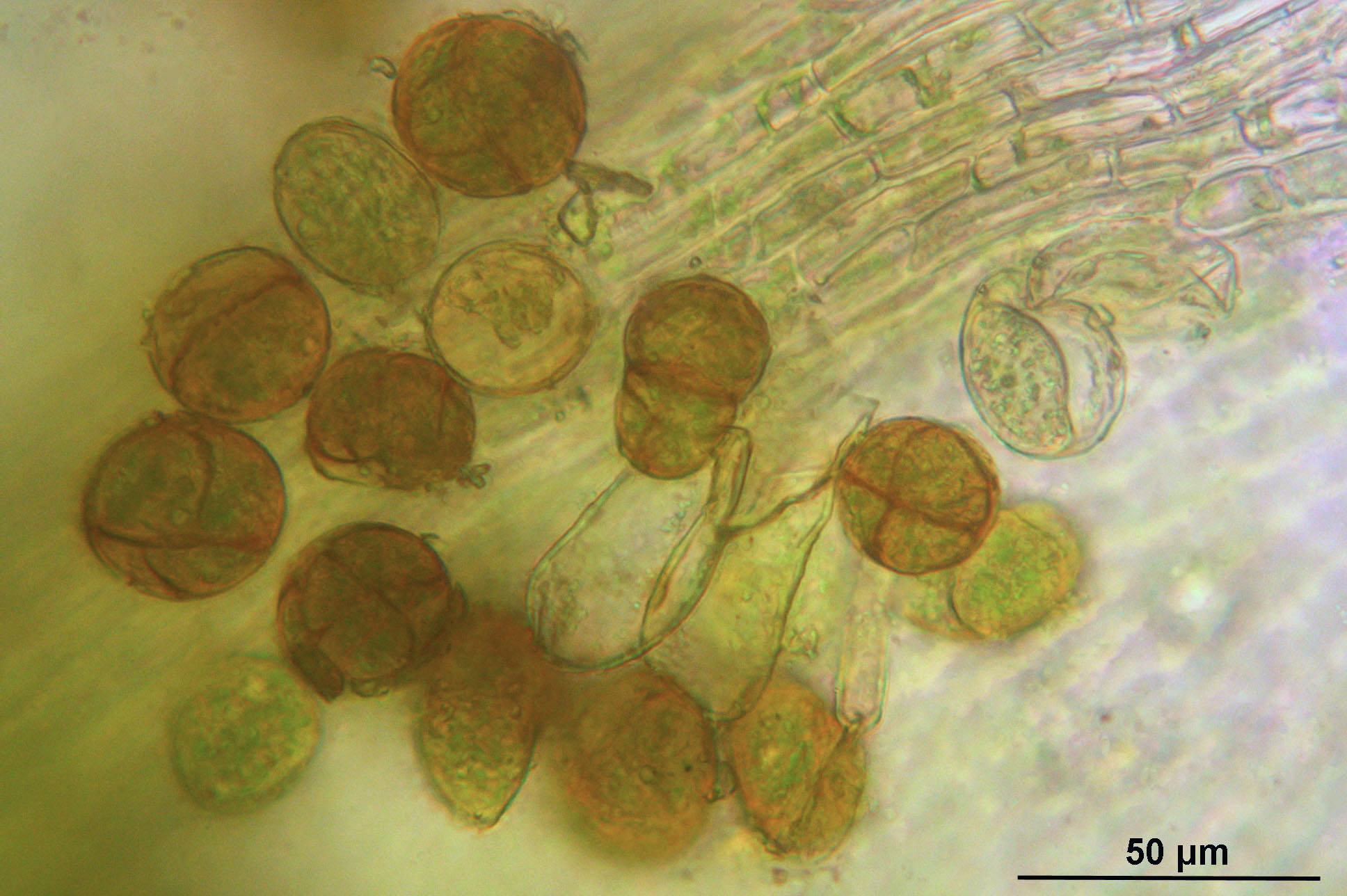
Sporen